# Kanton Plombières-les-Bains
Plombières-les-Bains is een voormalig kanton van het departement Vogezen in Frankrijk. Het kanton maakte deel uit van het arrondissement Épinal.
Op 22 maart 2015 fuseerde het kanton met het kanton Bains-les-Bains en het kanton Xertigny tot één nieuw kanton Le Val-d'Ajol.

## Gemeenten
Het kanton Plombières-les-Bains omvatte de volgende gemeenten:
- Bellefontaine
- Girmont-Val-d'Ajol
- Plombières-les-Bains (hoofdplaats)
- Le Val-d'Ajol